# Allerford
Allerford – wieś w Anglii, w hrabstwie Somerset, w dystrykcie (unitary authority) Somerset. Leży 74 km na zachód od centrum Bristol i 242 km na zachód od Londynu.